# Кубок Іспанії з футболу 1933
Кубок Іспанії з футболу 1933 — 33-й розіграш кубкового футбольного турніру в Іспанії. Титул вчетверте поспіль здобув Атлетік (Більбао). 

## Календар
| Раунд       | Дата                                       | Матчі | Клуби   |
| ----------- | ------------------------------------------ | ----- | ------- |
| 1/16 фіналу | 9/16-30 квітня 1933                        | 32    | 32 → 16 |
| 1/8 фіналу  | 7/14 травня/ 16 травня 1933 (перегравання) | 16+1  | 16 → 8  |
| 1/4 фіналу  | 28 травня/4 червня 1933                    | 8     | 8 → 4   |
| 1/2 фіналу  | 11/16-18 червня 1933                       | 4     | 4 → 2   |
| Фінал       | 25 червня 1933                             | 1     | 2 → 1   |

## 1/16 фіналу
| Команда 1                | Заг. | Команда 2              | 1-й матч | 2-й матч |
| ------------------------ | ---- | ---------------------- | -------- | -------- |
| 9/16 квітня 1933         |      |                        |          |          |
| Мадрид                   | 5:2  | Расінг (Сантандер)     | 4:1      | 1:1      |
| Доностія                 | 4:6  | Спортінг (Хіхон)       | 2:2      | 2:4      |
| Вальядолід Депортіво     | 2:8  | Валенсія               | 2:2      | 0:6      |
| Аренас Клуб Гечо         | 3:7  | Атлетік (Більбао)      | 2:2      | 1:5      |
| Барселона                | 2:4  | Реал Бетіс             | 2:0      | 0:4      |
| Рекреатіво Онуба         | 3:8  | Мурсія                 | 3:1      | 0:7      |
| Хімнастіка (Торрелавега) | 1:4  | Палафружель            | 1:1      | 0:3      |
| Вікторія                 | 2:5  | Атлетіко (Мадрид)      | 2:2      | 0:3      |
| Сельта                   | 3:4  | Сарагоса               | 2:3      | 1:1      |
| Клуб Хіхон               | 1:6  | Еспаньйол              | 1:3      | 0:3      |
| КД Логроньйо             | 3:7  | Уніон Клуб             | 1:2      | 2:5      |
| Расінг (Ферроль)         | 1:4  | Еркулес                | 1:1      | 0:3      |
| Леванте                  | 4:7  | Депортіво (Ла-Корунья) | 3:0      | 1:7      |
| Севілья                  | 7:4  | Ов'єдо                 | 4:1      | 3:3      |
| 9/30 квітня 1933         |      |                        |          |          |
| Констанція               | 3:4  | Кастельйон             | 1:1      | 2:3      |
| Баракальдо               | 1:5  | Осасуна                | 1:1      | 0:4      |

## 1/8 фіналу
| Команда 1         | Заг. | Команда 2              | 1-й матч | 2-й матч |
| ----------------- | ---- | ---------------------- | -------- | -------- |
| 7/14 травня 1933  |      |                        |          |          |
| Атлетіко (Мадрид) | 5:5  | Валенсія               | 3:4      | 2:1      |
| Уніон Клуб        | 0:11 | Мадрид                 | 0:2      | 0:9      |
| Севілья           | 2:7  | Атлетік (Більбао)      | 1:2      | 1:5      |
| Осасуна           | 5:7  | Депортіво (Ла-Корунья) | 5:2      | 0:5      |
| Спортінг (Хіхон)  | 7:3  | Кастельйон             | 5:0      | 2:3      |
| Сарагоса          | 3:5  | Еспаньйол              | 3:1      | 0:4      |
| Еркулес           | 4:7  | Реал Бетіс             | 3:3      | 1:4      |
| Палафружель       | 1:4  | Мурсія                 | 1:0      | 0:4      |

Перегравання
| Команда 1         | Рахунок | Команда 2 |
| ----------------- | ------- | --------- |
| 16 травня 1933    |         |           |
| Атлетіко (Мадрид) | 1:2     | Валенсія  |

## 1/4 фіналу
| Команда 1               | Заг. | Команда 2         | 1-й матч | 2-й матч |
| ----------------------- | ---- | ----------------- | -------- | -------- |
| 28 травня/4 червня 1933 |      |                   |          |          |
| Реал Бетіс              | 5:6  | Валенсія          | 4:2      | 1:4      |
| Депортіво (Ла-Корунья)  | 3:12 | Атлетік (Більбао) | 2:4      | 1:8      |
| Мадрид                  | 13:0 | Спортінг (Хіхон)  | 8:0      | 5:0      |
| Мурсія                  | 5:6  | Еспаньйол         | 5:3      | 0:3      |

## 1/2 фіналу
| Команда 1         | Заг. | Команда 2 | 1-й матч | 2-й матч |
| ----------------- | ---- | --------- | -------- | -------- |
| 11/16 червня 1933 |      |           |          |          |
| Атлетік (Більбао) | 3:1  | Еспаньйол | 1:0      | 2:1      |
| 11/18 червня 1933 |      |           |          |          |
| Мадрид            | 6:2  | Валенсія  | 3:1      | 3:1      |

## Фінал
| 25 червня 1933 |

| Атлетік (Більбао)           | 2:1      | Мадрид      |
| --------------------------- | -------- | ----------- |
| Горостіса 73' ла Фуенте 75' | Протокол | Ласкано 23' |

| Монжуїк, Барселона Глядачів: 60 000 Арбітр: Хесус Аррібас |